# Euroracing
Euroracing war ein im norditalienischen Senago ansässiges Motorsportteam, das sich in den 1970er und 1980er Jahren an der Formel 3, der Formel 3000 und der Formel 1 beteiligte. In der Formel 1 war Euroracing zunächst mit dem italienischen Automobilhersteller Alfa Romeo verbunden; später war es vorübergehend an dem Rennstall EuroBrun Racing beteiligt. 
Gründer des Teams war der italienische Geschäftsmann Gianpaolo Pavanello (nach anderen Quellen: Paolo Pavanello), der seit den frühen 1970er Jahren den Rennwagenhersteller March auf dem italienischen Markt vertrat und dessen Autos in Italien verkaufte. Mitte der 1970er Jahre gründete Pavanello sein eigenes, Euroracing genanntes Team, das er zunächst in der italienischen Formel 3, später auch in der Formel-3-Europameisterschaft an den Start brachte. Euroracing setzte zumeist aktuelle Fahrzeuge von March ein, die von Alfa-Romeo-Motoren angetrieben wurden. Der Rennstall konnte in der Formel 3 zahlreiche Erfolge erzielen und wurde in dieser Klasse bald zum dominierenden Team. In den höheren Rennklassen war das Engagement Pavanellos dagegen nicht von Erfolg gekrönt.

## Euroracing in der Formel 3
Euroracing war sowohl auf nationaler als auch auf europäischer Ebene in der Formel 3 erfolgreich. 1977 konnte Piercarlo Ghinzani die italienische Formel-3-Meisterschaft in einem Euroracing-March gewinnen; sein Teamkollege Michele Alboreto wurde Zweiter. 1980 wurde Alboreto mit Euroracing Formel-3-Europameister, ein Jahr später wiederholte Mauro Baldi diesen Erfolg.
Zu Beginn der Formel-3-Saison 1982 wurde Euroracing zu einem Rennwagenhersteller. Auslöser für diesen Schritt war der Umstand, dass March Ende 1981 sein Formel-3-Programm eingestellt hatte. Um auch 1982 mit aktuellen Fahrzeugen in der Formel-3-Europameisterschaft antreten zu können, entwickelte Euroracing nunmehr ein eigenes Auto, den Euroracing 101. Der Wagen basierte auf dem March 813; die britische Konstruktion war allerdings von dem ehemaligen Ferrari-Ingenieur Gianni Marelli in Pavanellos Auftrag überarbeitet worden. Die von Alfa-Motoren angetriebenen Autos waren sehr erfolgreich. Der Euroracing-Pilot Oscar Larrauri wurde 1982 europäischer Formel-3-Meister, sein Teamkollege wurde Zweiter. Beide Piloten gewannen in diesem Jahr 15 von 30 Rennen. 
Mit Ablauf der Saison 1982 beendete Euroracing sein Engagement in der Formel 3. Einer der Wagen wurde an Carlo Brambilla, den Sohn des Formel-1-Rennfahrers Vittorio Brambilla, verkauft, der ihn privat mit wenig Erfolg einsetzte.
Euroracing engagierte sich zwischen 1983 und 1985 in Zusammenarbeit mit Alfa Romeo in der Formel 1. Nach dem Ende dieses Projekts kehrte Euroracing 1986 zunächst in die italienische Formel 3 zurück. 

## Euroracing in der Formel 3000
Anfang 1987 fusionierte Euroracing mit dem italienischen Konkurrenzteam Venturini. Das nunmehr Euroventurini genannte Team engagierte sich 1987 ohne Erfolg an der Formel 3000.
Das Team setzte ein von Dallara entwickeltes und gebautes Fahrzeug ein. Der Dallara 3087 war der erste Rennwagen, den der italienische Rennwagenhersteller für eine Klasse oberhalb der Formel 3 konstruiert hatte. Er erwies sich als erfolglos.
Euroventurini meldete in der Formel-3000-Saison 1987 zwei Fahrzeuge. Ein 3087 wurde bei allen Saisonrennen von Marco Apicella gefahren. Er kam nur einmal in den Punkterängen ins Ziel, als er beim Rennen in Spa-Francorchamps Fünfter wurde. Das zweite Auto wurde nacheinander von Jari Nurminen, Guido Daccò und Nicola Tesini gefahren. Keiner der drei Piloten konnte einen Meisterschaftspunkt gewinnen. Mit Ablauf der Saison gab Euroventurini das Formel-3000-Engagement auf. Die Dallara-Wagen wurden an das Konkurrenzteam Forti Corse verkauft und dort 1988; ein weiteres Auto fand durch das Team BMS Scuderia Italia vorübergehend den Weg in die Formel 1. 

## Euroracing in der Formel 1
Euroracing engagierte sich zwischen 1983 und 1988 mit zwei verschiedenen Projekten in der Formel 1. 

### 1983 bis 1985: Alfa Romeo

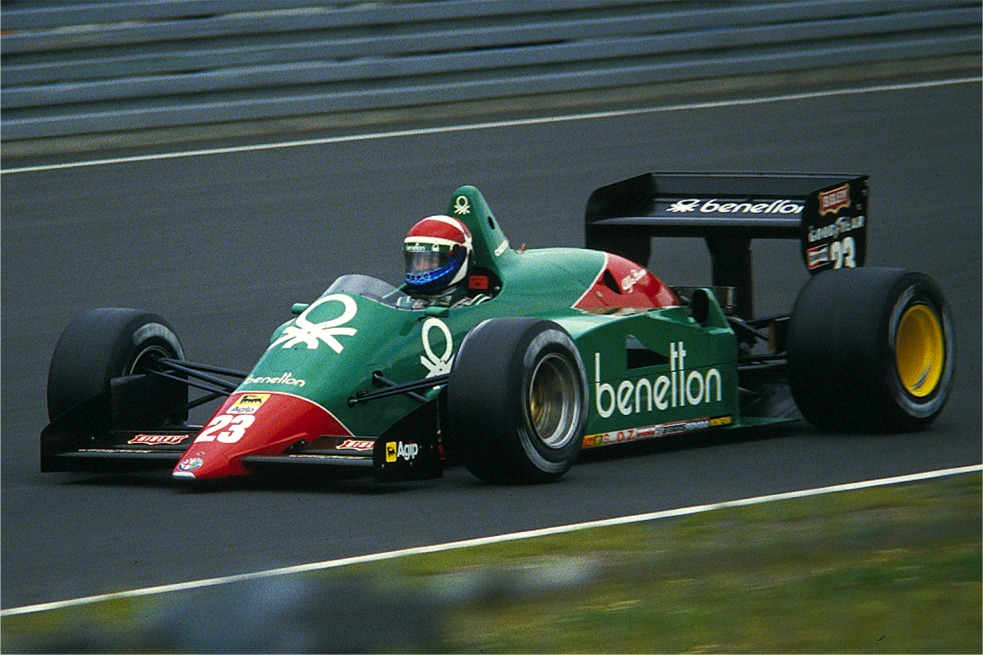
Von Euroracing entwickelt und unter dem Namen Alfa Romeo eingesetzt: der Alfa Romeo 184TB

Der italienische Automobilhersteller Alfa Romeo, der seit 1979 mit einem eigenen, von Autodelta organisierten Werksteam in der Formel 1 antrat, befand sich in den frühen 1980er Jahren in einer schweren finanziellen Krise. Um die laufenden Kosten zu reduzieren, entschloss sich Alfa Romeos Management im Herbst 1982 dazu, das werksseitige Formel-1-Engagement mit Ablauf der Saison zu beenden. Um den Namen Alfa Romeo gleichwohl weiter in der Formel 1 erscheinen zu lassen, sollte der Rennbetrieb einem selbständigen Rennstall übertragen werden, der mit technischer Unterstützung von Autodelta die Mailänder Wagen künftig an den Start brachte. Die Wahl fiel auf das Team Euroracing, das in den zurückliegenden Jahren durch Erfolge in der Formel 3 aufgefallen war. Euroracing war berechtigt, die Fahrzeuge unter dem Namen Alfa Romeo zu melden. Für die Formel-1-Saison 1983 setzte das Team das bei Autodelta entwickelte Modell Alfa Romeo 183T ein; die späteren Fahrzeuge wurden von Euroracing selbst – allerdings mit Unterstützung von Alfa Romeo – entwickelt.
Die Verbindung von Euroracing und Alfa Romeo dauerte von 1983 bis 1985. Obwohl Euroracing zeitweilig über hoch qualifiziertes Personal wie etwa Gérard Ducarouge oder Gustav Brunner verfügte, war das Formel-1-Engagement im Ergebnis nicht erfolgreich. 1983 konnte das Team zwar 18 Punkte einfahren, sodass es die Saison als Sechster der Konstrukteurswertung abschloss; 1984 aber war Alfa Romeo mit 11 Punkten nur noch Achter, und 1985 erzielte das Team gar keinen Meisterschaftspunkt.
Im Laufe der Verbindung von Euroracing und Alfa Romeo gab es zahlreiche Krisen wirtschaftlicher und struktureller Natur. Der Alfa-Romeo-Pilot Riccardo Patrese berichtete später von dauernden Spannungen innerhalb der Belegschaft, die die Konkurrenzfähigkeit beeinträchtigten. Pavanello habe zu viele Entscheidungen selbst getroffen und dabei den Fachleuten nicht genügend Raum gelassen.
Mit Ablauf des Jahres 1985 beendete Alfa Romeo die Allianz mit Euroracing und stellte das Formel-1-Projekt ein. Die Alfa-Romeo-Rennwagen verblieben bei Euroracing.

### Erfolglose Versuche eines Neuanfangs
Nach Beendigung der Verbindung mit Alfa Romeo versuchte Pavanello, mit Osella, einem Kundenteam Alfa Romeos, zu fusionieren, um seinem Rennstall ein Engagement in der Formel-1-Saison 1986 zu ermöglichen. In der italienischen Presse wurde viel über dieses Projekt berichtet, das als Eurosella bezeichnet wurde. Letztlich scheiterte das Vorhaben Anfang des Jahres 1986, jedoch verwendete Osella noch bis 1988 den Motor  Alfa Romeo 890T weiter.
Während Euroracing unter der Bezeichnung Euroventurini an der Formel-3000-Saison 1987 teilnahm, kündigte Gianpaolo Pavanello an, in absehbarer Zeit in die Formel 1 zurückzukehren. Er plante, im Spätsommer 1987 ein altes Alfa-Romeo-Chassis von 1984 oder 1985 an den Start zu bringen; alternativ wurde der Einsatz eines (modifizierten) Dallara 3087 erwogen. Diese Planungen wurden allerdings durch die Allianz mit Walter Brun, die zur Gründung von EuroBrun führte, obsolet.

### 1988: EuroBrun

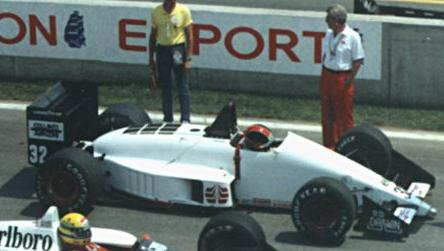
Eng mit den Alfa-Romeo-Fahrzeugen der Jahre 1984 und 1985 verwandt: Der EuroBrun ER188 von 1988.

Im Laufe des Jahres 1987 ging Euroracing eine Verbindung mit Brun Motorsport ein, einem Schweizer Privatteam, das bislang bei Sportwagen- bzw. Langstreckenrennen angetreten war. Walter Brun, der Inhaber von Brun Motorsport, suchte seit 1986 eine Möglichkeit, in die Formel 1 einzusteigen. Sein Fahrer Oscar Larrauri, der bereits zu Beginn der 1980er Jahre für Gianpaolo Pavanello gefahren war, stellte die Verbindung zwischen Euroracing und Brun Motorsport her, aus der in der Formel-1-Saison 1988 schließlich das Formel-1-Team EuroBrun Racing hervorging.
Die Aufgabenverteilung sah vor, dass Euroracing den Renneinsatz in technischer und organisatorischer Hinsicht vorbereitete und durchführte, während Walter Brun für die geschäftliche Seite zuständig war. Euroracing stellte die Rennwagen bereit, die anfänglich starke Ähnlichkeit mit den letzten Alfa-Romeo-Modellen der Jahre 1984 und 1985 hatten. Sie waren jeweils von den gleichen Konstrukteuren entwickelt worden. 
Das Team erzielte 1988 keine Erfolge. Larrauri konnte sich nur zur Hälfte aller Rennen des Jahres qualifizieren; Stefano Modena, der zweite Fahrer des Teams, schaffte elf Qualifikationen. Zielankünfte gab es nur weit abseits der Punkteränge; das beste Ergebnis war der 11. Platz Modenas beim Großen Preis von Ungarn 1988.
Am Ende des Jahres zerbrach die Allianz zwischen Euroracing und Brun Motorsport. Walter Brun übernahm die Anteile von Gianpaolo Pavanello und betrieb den Formel-1-Rennstall – bei gleich bleibendem Namen – in den Jahren 1989 und 1990 allein. Firmensitz blieb der (ehemalige) Euroracing-Betrieb in Senago. EuroBrun war in diesen Jahren einer der erfolglosesten Rennställe. 1989 konnten sich die EuroBrun-Fahrer kein einziges Mal qualifizieren, und auch 1990 blieben die Ergebnisse enttäuschend. Danach stellte das Team den Rennbetrieb ein.

## Weitere Rennklassen
1977 setzte Euroracing als Semi-Werksteam zwei March 772 für Alessandro Pesenti-Rossi und Alberto Colombo in der Formel-2-Europameisterschaft ein. Colombo beendete die Saison als Achter, Pesenti-Rossi als Neunter. Das Team verwendete sowohl Motoren von Hart als auch von BMW.